# I skuggan av katedralen
I skuggan av katedralen är en amerikansk film från 1942 i regi av Robert Stevenson. Filmen blev May Robsons sista framträdande som skådespelare.

## Handling
Frankrike är ockuperat av Nazityskland. Fem brittiska piloter skjuts ner. De tar sig till Paris och försöker komma på en väg tillbaka till Storbritannien. Paul Lavallier som är med i Fria Frankrike hjälper dem. Genom sitt agerande väcker Paul uppmärksamhet hos ockupationsmakten, samtidigt som han stöter ihop med servitrisen Joan.

## Rollista
- Michèle Morgan – Joan
- Paul Henreid – Paul
- Thomas Mitchell – fader Antoine
- Laird Cregar – Funk
- May Robson – Mademoiselle Rosay
- Alexander Granach – gestapoagenten
- Alan Ladd – Baby
- Jack Briggs – Robin
- James Monks – Splinter
- Richard Fraser – Geoffrey
- Paul Weigel – vaktmästaren
- John Abbott – brittisk spion